# Пайе, Маню
Маню Пайе (фр. Manu Payet; настоящее имя — Эммануэль Пайе фр. Emmanuel Payet; род. 22 декабря 1975, Сен-Дени, Реюньон, Франция) — французский актер, кинорежиссер, сценарист, комик, радио- и телеведущий.

## Биография
Эммануэль Пайе начинал карьеру как ведущий радиостанции NRJ в Реюньоне. Потом Маню пригласили в парижский офис NRJ вести программы общенационального вещания. Телевизионная карьера Пайета началась в 2003 году с работы на юмористическом канале «Comédie!», а в 2006 году он дебютировал в кино, снявшись в комедийной мелодраме «Какой ты прекрасный!».
Самые заметные свои роли Маню Пайе сыграл в лентах «Все то, что сверкает», «Любовь — это для двоих», «Радиозвёзды».
В 2014 году Пайе снял по собственному сценарию комедию «Любовная ситуация — это непросто», в которой сам сыграл главную роль. Фильм был отмечен Гран-при Международного фестиваля комедийного кино в Альп-д'юэз во Франции.
В конце 2017 года Маню Пайет был объявлен ведущим 43-й церемонии вручения французской национальной кинопремии «Сезар», который состоялся 2 марта 2018 года.